# Scandix apiculata
Scandix apiculata är en flockblommig växtart som beskrevs av Dc. Scandix apiculata ingår i släktet nålkörvlar, och familjen flockblommiga växter. Inga underarter finns listade i Catalogue of Life.